# 谭祖安
谭祖安（1969年10月—），男，汉族，湖南衡阳人，中国共产党党员。中华人民共和国政治人物、第十三届全国人民代表大会湖南地区代表。

## 生平
2018年2月24日，当选为第十三届全国人大代表。